# Jette Waldinger-Thiering

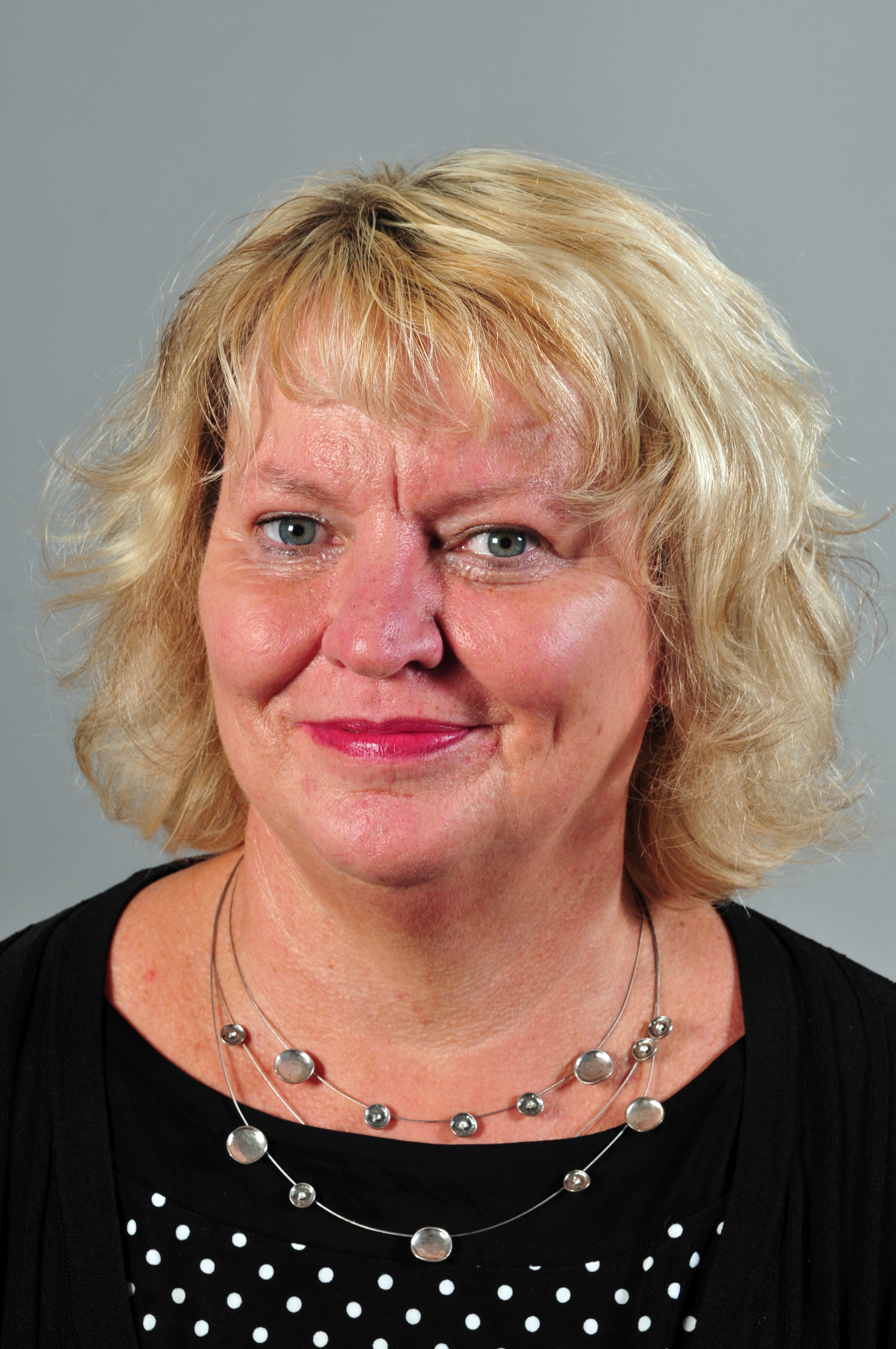
Jette Waldinger-Thiering 2013

Jette Waldinger-Thiering (* 18. Juni 1964 in Eckernförde) ist eine deutsche Politikerin (SSW). Sie ist seit 2012 Abgeordnete und seit 2022 Vizepräsidentin des Schleswig-Holsteinischen Landtags.

## Leben
Zunächst besuchte Waldinger-Thiering die dänische Schule in Eckernförde und erreichte 1980 an der Hiort Lorenzen Skolen in Schleswig die Mittlere Reife. 1983 schloss sie an der Statsskole in Apenrade, Dänemark ihre Schullaufbahn mit dem Abitur ab. Später studierte sie an der Pädagogischen Hochschule in Haderslev, ebenfalls in Dänemark, für das Lehramt. Nach dem Ende des Studiums war Waldinger-Thiering Lehrerin an den dänischen Schulen in Eckernförde, Süderbrarup und Dänischenhagen. 
Waldinger-Thiering ist geschieden, evangelisch, hat zwei Kinder und wohnt in Eckernförde.

## Ehrenamtliche Politik
Von 1996 bis 2004 war sie und ist seit 2006 wieder Vorsitzende des SSW-Kreisverbandes Rendsburg-Eckernförde. Von 2003 bis 2011 war Waldinger-Thiering auch Vorsitzende des SSW-Ortsverbandes Eckernförde und ist seit 2009 Beisitzerin im SSW-Landesvorstand. Von 2011 bis 2013 war sie Mitglied im Stiftungsrat der Elisabeth-Eifert-Stiftung. 

## Wahlämter
Bei den Kommunalwahlen in Schleswig-Holstein 2003 wurde sie zur Ratsfrau in Eckernförde gewählt, schied jedoch 2004 wieder aus der Ratsversammlung aus. Bei den Kommunalwahlen 2008 wurde sie erneut in die Ratsversammlung gewählt und ist seitdem dort Fraktionsvorsitzende des SSW. 
Nach dem Tod von Silke Hinrichsen rückte sie am 13. März 2012 als Abgeordnete des Schleswig-Holsteinischen Landtags nach und wurde dort Mitglied im Petitionsausschuss. Bei der folgenden Landtagswahl vom 6. Mai 2012 erreichte sie über die Landesliste zunächst kein Mandat, rückte aber am 12. Juni 2012 für Anke Spoorendonk nach, die nach ihrer Ernennung zur Ministerin ihr Landtagsmandat niederlegte. Sie war seitdem Mitglied im Bildung-, im Europa- und im Petitionsausschuss. Bei den Landtagswahlen 2017 und 2022 wurde sie erneut über die Landesliste in den Landtag gewählt. Sie kandidierte 2009, 2012, 2017 und 2022 zudem auch im Landtagswahlkreis Eckernförde, den aber jeweils Daniel Günther für die CDU gewann. Im Juni 2022 wurde sie zur Vizepräsidentin des Landtags gewählt. Am 7. Januar 2025 wurde sie zur stellvertretenden Vorsitzenden der SSW-Fraktion im Landtag gewählt.